# Hyginus
Svatý Hyginus byl devátým papežem katolické církve. Jeho pontifikát se datuje do let 136/138–140/142.

## Život
Svatý Hyginus byl papežem pouhé dva až tři roky, nejpravděpodobněji v letech 138 až 140 za vlády císaře Antonina Pia. Je možné, že úřad římského biskupa byl před jeho zvolením zhruba dva roky (136–138) neobsazen, doklady jsou ovšem nejisté. Narodil se v Athénách v Řecku. O jeho předchozím životě není nic známo. Některé prameny uvádějí, že byl filosofem, ale jde patrně o záměnu osob.
Podle tradice:
- zpřesnil hierarchii duchovenstva a organizace křesťanské obce,
- ustanovil při křtu přítomnost kmotra, který má dbát o řádnou křesťanskou výchovu dítěte,
- nařídil, aby všechny kostely byly řádně vysvěceny.

Údajně zemřel mučednickou smrtí za pronásledování křesťanů po nástupu Marka Aurelia. Žádné záznamy to však nepotvrzují, a navíc Marcus Aurelius se stal římským císařem až v roce 161.
Jeho památka se uctívá 11. ledna. K tomuto dni se vztahuje česká pranostika: „Na svatého Hygina pravá zima začíná.“